# Lake View (Carolina del Sur)
Lake View es un pueblo ubicado en el estado de Carolina del Sur, en los Estados Unidos. La localidad en el año 2000 tiene una población de 789 habitantes en una superficie de 4.4 km², con una densidad poblacional de 181.3 personas por km². 

## Geografía
Lake View se encuentra ubicado en las coordenadas 34°20′27″N 79°10′4″O / 34.34083, -79.16778. Según la Oficina del Censo, la localidad tiene un área total de 4,4 km² (1,7 mi²), de la cual 4,4 km² (1,7 mi²) es tierra y 0 km² (0 mi²) (0.0%) es agua.

### Localidades adyacentes
El siguiente diagrama muestra a las localidades en un radio de 20 kilómetros (12,4 mi) de Lake View.

## Demografía
En el 2000 la renta per cápita promedia del hogar era de $23.438, y el ingreso promedio para una familia era de $32.917. El ingreso per cápita para la localidad era de $17.790. En 2000 los hombres tenían un ingreso per cápita de $29.286 contra $20.625 para las mujeres. Alrededor del 20.2% de la población estaba bajo el umbral de pobreza nacional. 